# Эретискари
Эретискари (груз. ერეთისკარი) — село в Грузии, в муниципалитете Лагодехи края Кахетия. 

## География
Село расположено в восточной части края, в 20 километрах по прямой к юго-западу от центра муниципалитета Лагодехи. Высота центра — 210 метров над уровнем моря.

## Население
По данным переписи населения 2014 года, в селе проживало 509 человек.
| Год  | Население | Мужчины | Женщины |
| ---- | --------- | ------- | ------- |
| 2002 | 564       | 264     | 300     |
| 2014 | 509       | 248     | 261     |